# 稲佐の浜

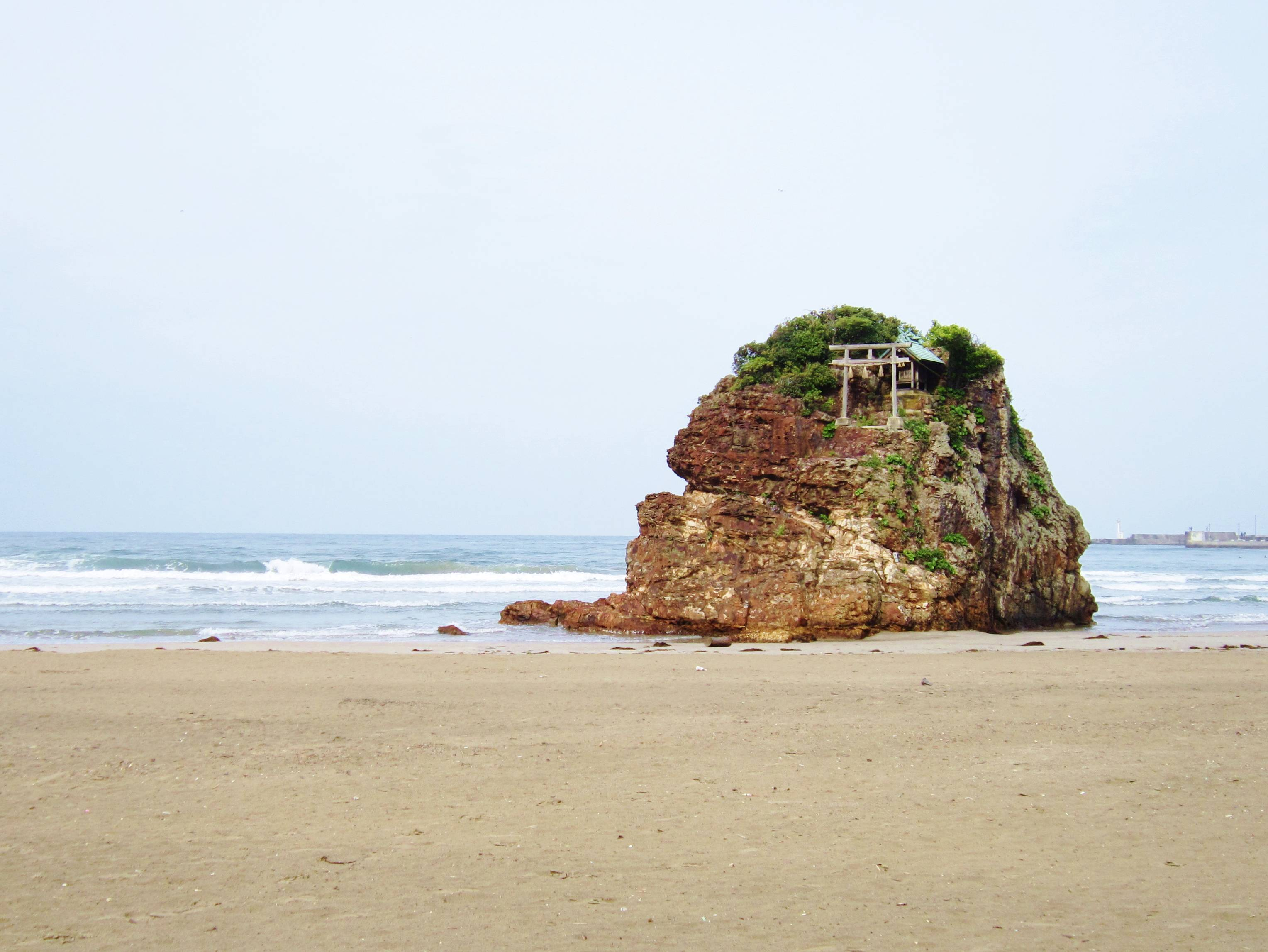
稲佐の浜の弁天島

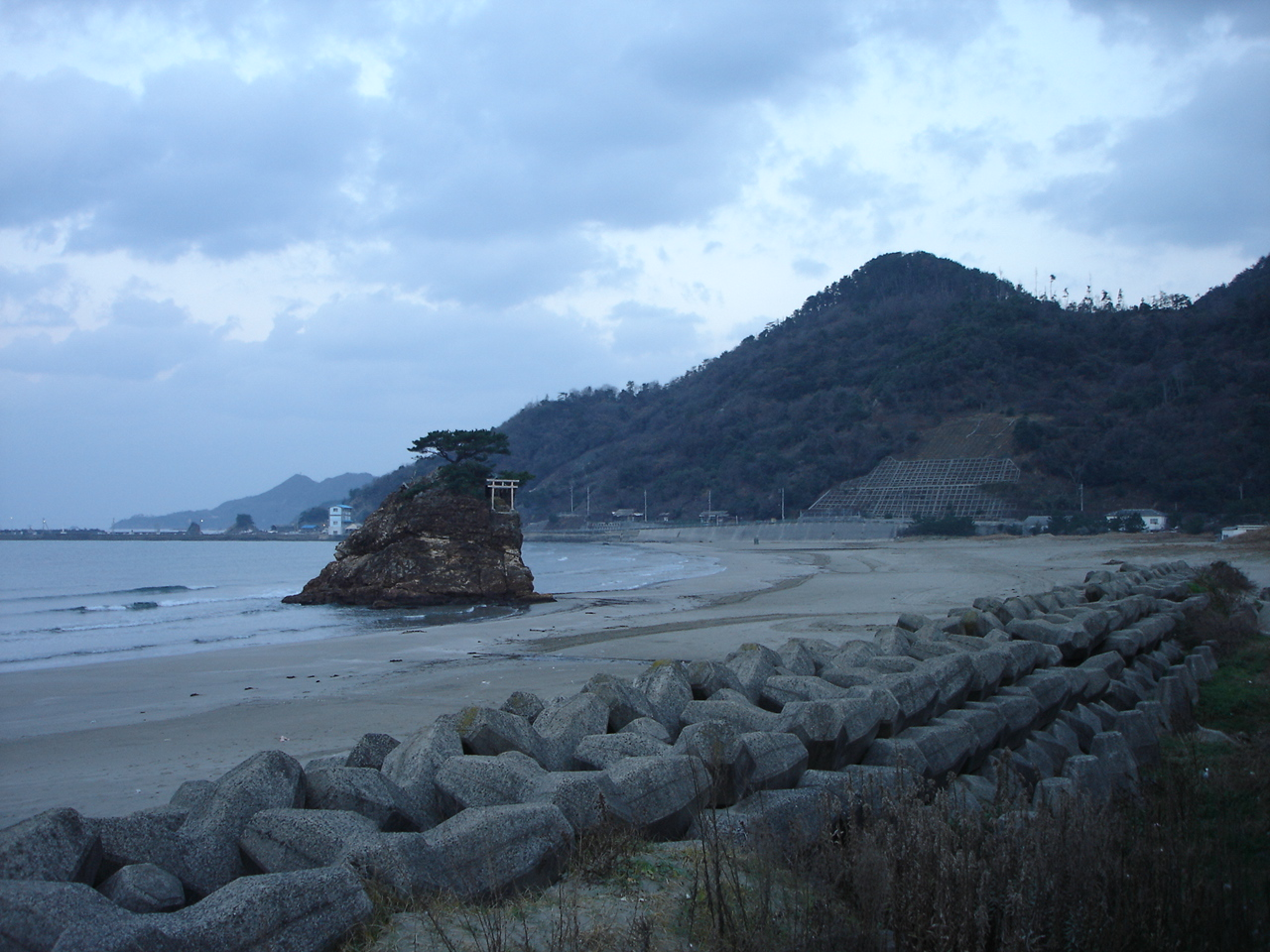
弁天島とその周辺

稲佐の浜（いなさのはま）は、島根県出雲市大社町にある砂浜。南北約10kmで西に向かって弓なりに開いた海岸である。

## 概要
国譲り神話の舞台でもあり、「伊那佐之小濱」（『古事記』）、「五十田狭の小汀」（『日本書紀』）などの名が見える。また、稲佐の浜から南へ続く島根半島西部の海岸は「薗の長浜（園の長浜）」と呼ばれ、『出雲国風土記』に記載された「国引き神話」においては、島根半島と佐比売山（三瓶山）とをつなぐ綱であるとされている。
砂浜であり、夏季には海水浴に訪れる者も見られるが、過去には多くの水難事故が発生。波打ち際付近の凹凸地形や離岸流が発生しやすいことが判明されている。2024年、境海上保安部では遊泳禁止の場所で泳がないよう呼びかけた。

## 行事
- 出雲大社の神事、神幸祭（8月14日）と神迎祭（旧暦10月10日）が行われる。

## 周辺
- 弁天島（べんてんじま）　稲佐の浜の中心にある。かつては弁才天を祀っていたが、現在は豊玉毘古命を祀る。
- 塩掻島（しおかきしま）　神幸祭においては塩掻島で塩を汲み、掻いた塩を出雲大社に供える。
- 屏風岩（びょうぶいわ）　大国主神と建御雷神がこの岩陰で国譲りの協議を行ったといわれる。
- つぶて岩　国譲りの際、建御名方神と建御雷神が力比べをし、稲佐の浜から投げ合った岩が積み重なったといわれる。

## 事件・事故
- 2023年7月16日と17日には2日連続で親子が離岸流で流される事故が相次いだ。16日の方は、海岸から35mの沖合で、45歳の父親が仰向けで子ども2人が父親に抱きついている状態で発見され救助されたが、父親の死亡が確認された[4]。